# Sturmgeschütz-Abteilung 916
De Sturmgeschütz-Abteilung 916 was tijdens de Tweede Wereldoorlog een Duitse Sturmgeschütz-eenheid van de Wehrmacht ter grootte van een afdeling, uitgerust met gemechaniseerd geschut. Deze eenheid was een zogenaamde Heerestruppe, d.w.z. niet direct toegewezen aan een divisie, maar ressorterend onder een hoger commando, zoals een legerkorps of leger.

## Geschiedenis
Sturmgeschütz-Abteilung 916 werd opgericht de winter 1942/43. Maar voordat de Abteilung echt was opgesteld, werd deze begin 1943 al weer opgeheven. Het personeel ging naar andere Sturmgeschütz-eenheden, waarschijnlijk diegenen die na het Stalingrad debacle heropgericht werden.

## Samenstelling
Niet voltooid

## Commandanten
Geen bekend